# Irving Plaza
Die Irving Plaza ist eine Konzerthalle in Form eines Ballsaals in New York City und befindet sich zwischen 17 Irving Place und East 15th Street.

## Geschichte
An gleicher Stelle entstand 1860 die Irving Hall als Veranstaltungsstätte; dort fanden Tanzveranstaltungen, Lesungen und Konzerte statt. 1886 wurde das Gebäude umgebaut und erweitert; es fungierte zunächst als Deutsches Theater, Komödienhaus, Jiddisches Theater, französisches und russisches Kino, bevor es 1948 das Gemeinschaftszentrum der Veteranen der Polnischen Streitkräfte im Westen wurde.
Das Gebäude bietet Platz für 1.025 Personen. Inzwischen wird es von Live Nation Entertainment geführt; seit 1978 fungiert es als Veranstaltungshalle für vor allem Rockmusik und deren Sub-Genres. Kurzzeitig firmierte die Spielstätte auch als das Fillmore New York at Irving Plaza. Bisher traten hier international erfolgreiche Musikstars wie Status Quo, Bob Dylan, Talking Heads, die Ramones, U2, Pearl Jam, System of a Down, Dave Matthews Band, Orchestral Manoeuvres in the Dark oder Red Hot Chili Peppers auf. Bei Konzerten wurden auch Live-Alben von Dinosaur Jr., Mars, Fishbone oder Ellen Christi aufgenommen.